# Autobiography
Autobiography (с англ. — «Автобиография», читается А́утобайо́графи) — дебютный студийный альбом американской поп-рок-исполнительницы Эшли Симпсон, выпущенный на лейбле Geffen Records. Мировой релиз состоялся 20 июля 2004 года. Альбом дебютировал на первом месте в чарте Billboard 200 и добился трижды платинового статуса в США. По данным Nielsen SoundScan, Autobiography был продан в общей сложности тиражом 2 576 945 копий с момента его выпуска до начала января 2005 года, что сделало его девятым самым продаваемым альбомом 2004 года.

## Синглы
«Pieces of Me» — первый сингл альбома, ставший хитом во многих странах. Следующий сингл — «Shadow», последний сингл альбома — «La La».

## Список композиций
1. «Autobiography» (Ashlee Simpson, Кара ДиоГуарди, John Shanks) — 3:34
2. «Pieces of Me» (Ashlee Simpson, Кара ДиоГуарди, John Shanks) — 3:37
3. «Shadow» (Ashlee Simpson, Кара ДиоГуарди, John Shanks) — 3:57
4. «La La» (Ashlee Simpson, Кара ДиоГуарди, John Shanks) — 3:42
5. «Love Makes the World Go Round» (Ashlee Simpson, John Shanks) — 3:45
6. «Better Off» (Ashlee Simpson, Кара ДиоГуарди, John Shanks) — 3:27
7. «Love Me for Me» (Ashlee Simpson, Shelly Peiken, John Shanks) — 3:27
8. «Surrender» (Ashlee Simpson, Кара ДиоГуарди, John Shanks) — 3:20
9. «Unreachable» (Ashlee Simpson, Stan Frazier, Steve Fox, Robbie Nevil, Billy Mann) — 3:53
10. «Nothing New» (Ashlee Simpson, Кара ДиоГуарди, John Shanks) — 3:06
11. «Giving It All Away» (Ashlee Simpson, John Feldmann) — 2:56
12. «Undiscovered» (Ashlee Simpson, John Shanks) — 4:56
13. «Harder Everyday» (Ashlee Simpson, John Feldmann, Benji Madden) — 3:30 (International bonus track)
14. «Sorry» (Ashlee Simpson, Steve Fox, Stan Frazier) — 3:43 (Japan and UK bonus track)
15. «Endless Summer» (Ashlee Simpson, Кара ДиоГуарди, John Shanks) — 3:37 (Japan and Australia bonus track)